# Sophta ruficeps
Sophta ruficeps là một loài bướm đêm trong họ Noctuidae.